# Alan Souza (voleibolista)
Alan Ferreira de Souza (São João de Meriti, 21 de marzo de 1994) es un jugador profesional de voleibol brasileño, juega de posición opuesto. 

## Palmarés

### Clubes
Supercopa de Brasil:
- 2015, 2016, 2018

Campeonato Mundial de Clubes:
- 2015, 2016

Copa de Brasil:
- 2016, 2021[3]

Campeonato Sudamericano de Clubes:
- 2016, 2017

Campeonato Brasileño:
- 2016, 2017
- 2018, 2019

### Selección nacional
Copa Panamericana Sub-19:
- 2011

Copa Panamericana Sub-23:
- 2012

Campeonato Mundial Sub-21:
- 2013

Campeonato Mundial Sub-23:
- 2013

Campeonato Sudamericano Sub-21:
- 2014

Copa Panamericana:
- 2015
- 2018

Campeonato Sudamericano:
- 2019

Copa Mundial:
- 2019

## Premios individuales
- 2011: Mejor bloqueador Copa Panamericana Sub-19
- 2013: Mejor opuesto Campeonato Mundial Sub-21
- 2015: MVP Copa Panamericana
- 2018: Mejor opuesto y anotador Copa Panamericana
- 2019: MVP Campeonato Sudamericano
- 2019: MVP Copa Mundial